# ドルンビルン郡

ドルンビルン郡
Bezirk Dornbirn

ドルンビルン郡（ドルンビルンぐん、独: Bezirk Dornbirn, 阿:Bezirk Doarobiro（ドアーロビーロ郡））は、オーストリアのフォラールベアーク州にある郡（Bezirk; 行政管区とも訳される）。郡庁所在地はドルンビルン。

## 地勢
ドルンビルン郡は1969年にフェルトキルヒ郡から分割されて成立した、新しい郡である。北と東はブレゲンツ郡、南西でフェルトキルヒ郡に接しており、西はスイスのザンクト・ガレン州と国境を接している。

## 市町村
ドルンビルン郡には以下の3つの市町村のゲマインデ（Gemeinde）がある。このうちドルンビルンとホーエンエムスは市（Stadt）に、残り1つは町 （Marktgemeinde; 市場町）に指定されている。4万人以上の人口を擁するドルンビルンはフォアアールベルク州で最大の市であり、1983年に市に指定されたホーエンエムスはフォアアールベルク州で最も新しい市となっており、およそ2万人の人口を有するルステナウはオーストリアで最大の町である。
- ドルンビルン（市）
- ホーエンエムス（市）
- ルステナウ（町）